# 24779 Presque Isle
24779 Presque Isle (1993 OD2) là một tiểu hành tinh vành đai chính được phát hiện ngày 23 tháng 7 năm 1993 bởi C. S. Shoemaker và D. H. Levy ở Palomar.